# Leiothrix michaelii
Leiothrix michaelii är en gräsväxtart som beskrevs av Silveira. Leiothrix michaelii ingår i släktet Leiothrix och familjen Eriocaulaceae. Inga underarter finns listade i Catalogue of Life.